# Ridvan Bode
Ridvan Vait Bode (Coriza, 15 maggio o 26 giugno 1959) è un politico albanese.

## Biografia
È nato a Coriza il 15 maggio o il 26 giugno 1959. Dopo aver frequentato la scuola superiore generale di Argirocastro, si è iscritto nel 1979 all'Università agraria di Tirana, laureandosi in finanza nel 1983; ha poi proseguito gli studi post-laurea a Montpellier, conseguendo un diploma di specializzazione post-universitaria cum maxima laude nel 1993 ed un master of science in ricerca scientifica nel 1995.
Alle elezioni parlamentari del 1996 risultò eletto nella circoscrizione n° 100 di Coriza all'Assemblea dell'Albania nelle file del Partito Democratico. Fu poi nominato Ministro delle finanze nel governo di Aleksandër Meksi, rimanendo in carica per meno di un anno. Fu rieletto al parlamento a partire dalle elezioni del 2001 e fino alle elezioni del 2017, ricoprendo nuovamente la carica di Ministro delle finanze nel primo e nel secondo governo di Sali Berisha tra il 2005 e il 2013.
Dal 2018 è membro del consiglio di vigilanza della Banca d'Albania.